# Kweekelingen Geheelonthouders Bond
De Kweekelingen Geheelonthouders Bond (KGOB) was een Nederlandse jeugdbeweging van kwekelingen, leerlingen van de Normaalschool of Kweekschool (nu Pedagogische academie voor het basisonderwijs, Pabo), opgericht in 1906.

## Ontstaan en Geschiedenis
In de eerste jaren van zijn bestaan stond de KGOB nog onder voogdij van de Nederlandsche Onderwijzers Propaganda Club (NOPC), maar in 1910 werd hij een geheel zelfstandige, vrije jeugdbeweging. In de voorgeschiedenis van de bond, speelt het gedachtegoed van de Kweekelingen-Bode (KB) een belangrijke rol. Na de Eerste Wereldoorlog liep het aantal leden van de KGOB sterk terug: van het hoogtepunt in 1913 van 1400 leden tot niet meer dan 500 in 1921. In dat jaar fuseerde de KGOB met de Nederlandsche Bond van Abstinent Studeerenden (NBAS), die eind 1919 ontstaan was uit een fusie van de Gymnasiasten Geheelonthoudersbond (GGOB) (juni 1918) en de HBS-Geheelonthouders Bond (HBS-GOB) (januari 1919).

## Idealen en ontwikkeling
De KGOB had ruimere idealen dan alleen de geheelonthouding en streefde feitelijk naar een totale vernieuwing van de maatschappij waarin geen plaats meer was voor armoede en ellende. De leden voelden afkeer van de sleur en de bekrompenheid van het kleinburgerlijk bestaan en streefden naar verheffing van de jeugd. Tot praktische verbondenheid met de arbeidersbeweging leidde dat overigens niet. Wel voelde men affiniteit met idealen als vegetarisme, niet-roken en feminisme, maar die idealen waren geen dwingende eis voor het lidmaatschap. Vooruitstrevend was ook de idee van ‘vrije omgang’ tussen jongens en meisjes, uitgaande van wat men noemde een rein leven.
Ook in kledingopzicht was de KGOB modernistisch: zo hadden de meisjes voorliefde voor vierkant uitgesneden jurken van fluwelige stoffen; de jongens lieten hun haar groeien tot ‘onfatsoenlijke’ lengte en sommigen droegen een fluwelen kraag en fluwelen manchetten. Er was binnen de KGOB veel sympathie voor de zogenaamde reformkleding, die zich met name richtte tegen rijgkorsetten, strakke lijfjes en lange sleeprokken.
Bij dit alles was het principe van geheelonthouding, hoewel het niet door iedereen in de KGOB sterk benadrukt werd, toch het verbindende element.
De KGOB had een duidelijke drang tot leiding geven om daarmee een sociale opdracht te vervullen: het verheffen van de minder ontwikkelde jeugd. Maar onmiskenbaar was er ook een krachtig elitair karakter: het leidde ertoe dat de bond niet wilde samenwerken, laat staan samengaan, met de JGOB, de Jongelieden Geheel-Onthouders Bond. De gedachte was dat wél de studerende jeugd in staat was zichzelf te leiden, maar dat daarentegen de arbeiders- en middenstandsjeugd niet buiten de leiding van volwassenen zou kunnen.
In en na de Eerste Wereldoorlog verflauwde het enthousiasme van de kwekelingen voor de bond en ook de weigering tot samenwerking met de JGOB leidde tot ledenverlies. Daar kwam nog bij dat in het noorden, met name in Friesland, de kwekelingen moeite hadden met het elitaire karakter van de KGOB en de hoogdravende en geëxalteerde manier waarop de ‘westerlingen’, de ‘Hollanders’,  het jeugdidealisme beleden. Het was vooral het ideaal van de geheelonthouding dat de noorderlingen aansprak. Het leidde in 1916 tot de oprichting van de Noordelijke Jongelieden Geheelonthouders Bond (NJGOB), die kort daarna opging in de JGOB, onder voorwaarde dat alleen geheelonthouding verplicht zou zijn en het idealistische streven naar algemene ontwikkeling vrijwillig was. Ook binnen de JGOB bleven vooral de Friese afdelingen een sterk eigen karakter behouden.
Het ledenverlies van de KGOB leidde ertoe dat toch weer samenwerking met andere bonden overwogen werd. De stroming die uitbreiding richting de arbeidersjeugd afwees, stond wel open voor samenwerking en samengaan met studerenden aan andere opleidingen dan de kweekschool. Lange fusiebesprekingen leidden in 1921 tot een opgaan van de KGOB in de NBAS.